# Szatmárököritói tűz
A szatmárököritói tűz a Monarchia-kori Magyarországon, Szatmár vármegye Szatmárököritó nevű településén történt szerencsétlenség 1910. március 27-én, ahol mulatozó sok száz fős tömegre gyulladt rá egy magtárnak használt pajta. A tűz 312 emberéletet követelt, ezzel az ország történetének máig legsúlyosabb tűzesetének számít. Ezenkívül a Titanic katasztrófája után ez a korabeli Európa második legtöbb halálos áldozatot követelő balesete is.
A tragédiának világviszonylatban hatalmas volt a visszhangja. Rengeteg külföldi lap címlapon számolt be a tűzről.
A tűz egy báli ünnepségen ütött ki annak helyszínül szolgáló pajtában, amely Schwarz Benjámin helybeli gazda tulajdonát képezte, akinek kocsmája is volt Szatmárököritón. Az akkor már több mint ötvenéves és rossz állapotban álló faépület máskor is szolgált táncos mulatságok (pl. szüreti bálok) helyszínéül. Az épület ajtajainak legtöbbje a tűz kitörésekor be volt zárva és az emberek el lettek vágva a meneküléstől. Az egyetlen nyitva levő ajtón méreténél fogva nem tudott kiférni a pánik miatt feltorlódott tömeg. Többen nem a tűz, hanem amiatt haltak meg, mert a menekülők eltaposták vagy agyonnyomták őket.
Móricz Zsigmond a Nyugat folyóiratban külön tanulmányban, majd pedig A fáklya c. művében foglalkozott az ököritói szerencsétlenséggel. Nem tudni persze, hogy az író személyesen ellátogatott-e a helyszínre, vagy pedig másodkezi információkból szerezte az adatait. Bálint István nyugalmazott ököritófülpösi általános iskolai igazgató helyi szinten sokat tett az esemény pontos és objektív felderítéséért, és igyekezett szétválasztani a valós tényeket a mendemondáktól.
Habár már ekkoriban léteztek tűzrendészeti szabályok, de a tragédiát követő hivatalos vizsgálatok nem nevezték meg a felelősöket, sőt kijelentették, hogy nem terhel senkit felelősség a tűzért. Emiatt több újság és mások, mint Móricz is, elmarasztalták a hatóságokat. A Mátészalka c. újságban pl. így fogalmaztak „A tüzrendészeti szempontok fölötti őrködés talán mégiscsak kötelessége valakinek Ököritón is?”

## Az események sora

### Előkészületek a báli mulatságra
Nem egészen világos, hogy a lakodalmi bál helyszínéül szolgáló pajta ajtajainak többsége miért volt bezárva. Ezzel kapcsolatban több elképzelés és mendemonda kering ma is. A pajtának két nagyobb bejárata volt, amiket zenekari emelvények és padozatok álltak el a tűz kitörésekor. Ezeken kívül még volt több másik kijárat is, melyek közül csak az egyik volt nyitva, amely bejáróként szolgált, ahol a falubíró a jegyeket árulta. A leggyakrabban hangoztatott és a leginkább elfogadott nézet az, hogy a lézengő, belépőjeggyel nem rendelkező potyavendégek távoltartása okán zárták be az ajtókat. Azonban voltak és vannak, akik szerint szándékos gyújtogatás történt, ezért is lett a többi bejárat lezárva.

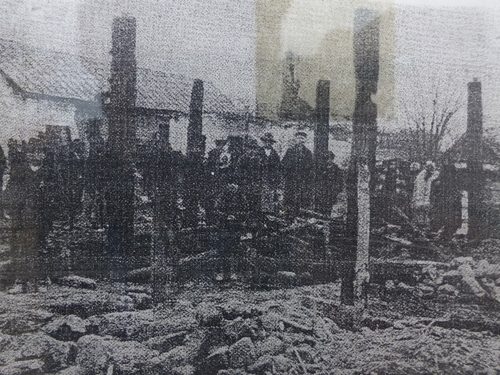
A tragédia helyszíne a tűzesetet követően

Szatmárököritó a környék legszegényebb települései közé tartozott, 1910-ben úgy 2-3 ezer református vallású lakosa lehetett. Abban az időben a népes falusi táncmulatság ezen fajtája még fiatalnak volt mondható Magyarországon, s az új, divatos szokás miatt a helybeliek ki akartak tenni magukért. Elhatározták, hogy tartanak egy nagy húsvéti táncmulatságot nemcsak Ököritó, de a szomszédos települések részére is. Az időpont választása elég szokatlannak volt mondható, amit mások is kifogásoltak. Egyes korabeli vallásos tartalmú sajtótermékek, mint a magyarországi szlovének katolikus kalendáriuma, a Kalendar Szrca Jezusovoga 1911-ből külön felrója, hogy pont húsvétkor mulatoztak az emberek, noha ez még a kálvinistáknál is nagy ünnepnek számít.
A bálra tizennyolc környékbeli faluból érkeztek emberek. A fiatalokat még a szüleik is elkísérték, így a résztvevők száma kb. 650 főre rúgott. A bálra helyben megváltható jeggyel lehetett belépni: az egyéni jegy 1 koronába került, a családos 3-ba. A pajtában még ott voltak az előző szüreti bál díszítései, köztük már száradó állapotban levő tölgyfaágból készült díszek. Kiegészítésképp erre az alkalomra leginkább fenyőgallyakat használtak dekorációs célokra, de készítettek papírzászlókat, sőt kihelyeztek petróleumlámpákat is.
A kérdéses pajtaépületet 1855-ben építették. Nagyjából 25 méter hosszú és 10 méter széles volt, alapterülete mintegy 250 négyzetméter. Tágas tere miatt így gyakran volt helyszíne hasonló rendezvényeknek, mivel a faluban egyéb alkalmas hely nemigen állt rendelkezésre. A pajta fuvarosok megállóhelyeként is szolgált, akik Nyírbátor és Szatmárnémeti között közlekedtek. Maga a pajta amúgy rossz hírben állt. A helyiek is egyfajta elátkozott helyként tekintettek rá, mert rengeteg bűncselekmény színhelye volt a megépülése óta eltelt több mint fél évszázadban. Egy 1886-ban ugyanott rendezett mulatságon például nem kevesebb, mint 5 embert öltek meg egy verekedésben, 26-an pedig megsebesültek.

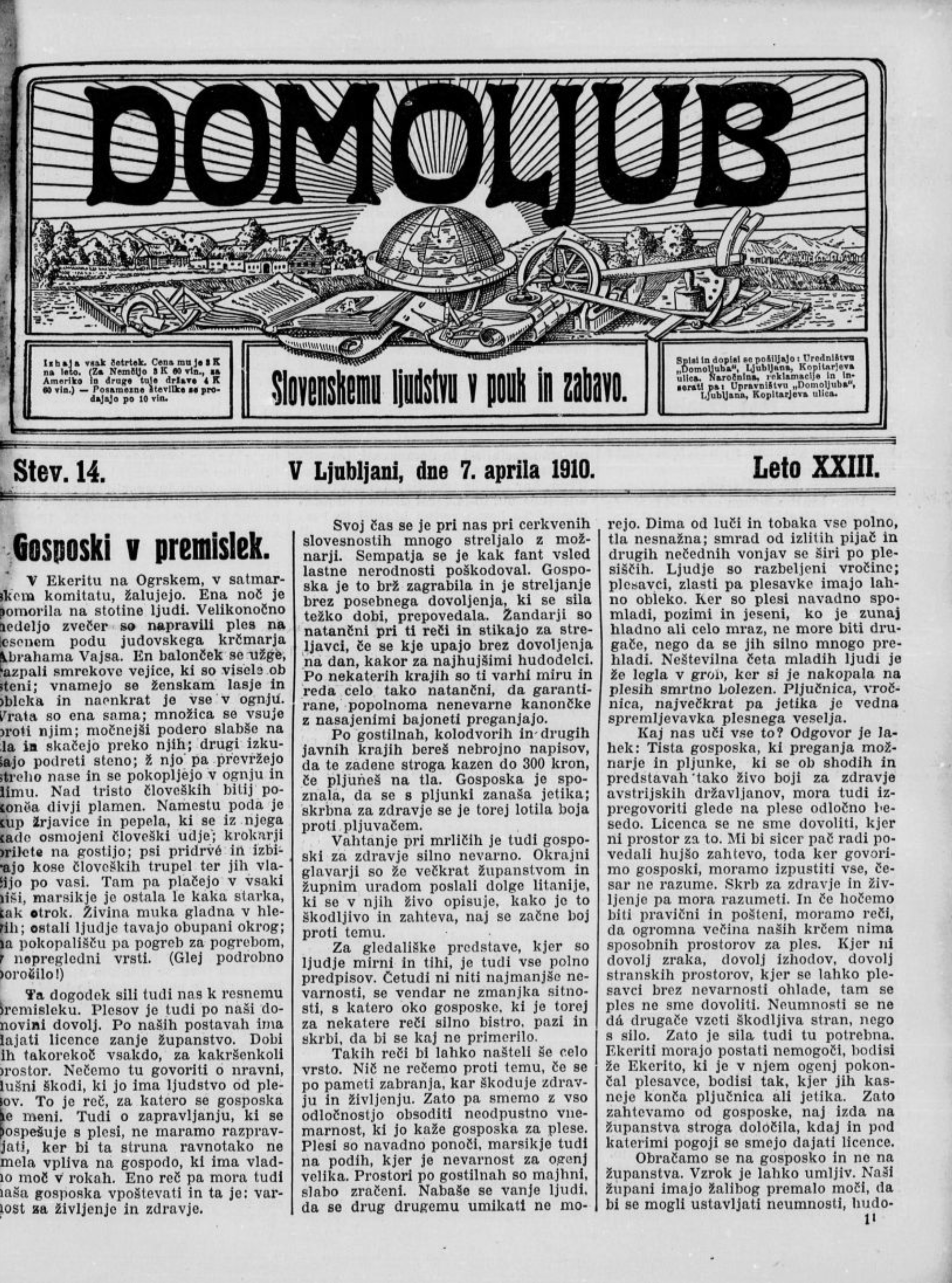
A szlovén Domoljub c. újság címlap cikke a tragédiáról 1910. április 7-ről

A pajta ekkoriban már roskadozott, faszerkezete kiszáradt és tűzvédelmi szempontból egyáltalán nem volt biztonságos. A vályogszerkezetű építményt nádtető fedte, míg a gerendák szurokkal voltak lekenve. Ráadásul a rendezvény szervezői nem végeztek alapos takarítást az épületben, mert az előző aratásról ott maradt gabona- és szalmatörmeléket is jobbára a zugokba söpörték, így a pajta eleve tűzveszélyes volt.
Két zenekar, egy fúvós és egy vonós banda lépett föl az eseményen. Előbbi helybeli alapítású volt, pár hónappal korábban hozták létre és a bálon debütált volna. A zenészek a hangszereiket 1000 koronás hitelből vették és a törlesztést a bál bevételéből akarták fedezni. Ők maguk is csak kevéssel azelőtt tanultak meg zenélni, egy 200 koronába kerülő tanfolyamon. A zenekari dobogót a szervezők a pajta egyik végében álló nagykapu előtt állították fel, ami által a nagy bejárat teljesen le lett zárva. A pajta másik végében álló nagykapunál pedig egy hosszabb pad állt a falak körül, amiket le is szegeztek, így az a bejárat is zárva volt. A padokat bámészkodóknak és a rokonoknak szánták, akiknek nem volt módjuk bejutni az ünnepségre.

### A tűz kitörése
A vendégek egy kis oldalsó bejáraton juthattak be a bál helyszínére, ott fizethették ki a belépti díjat (estére mintegy 460-470 korona gyűlt már össze a belépőkből). A belső tér kivilágítását nagyméretű, disznóhólyagból készült, gyertyavilágítású lampionokkal és petróleumlámpákkal oldották meg. A mulatozás derűs jókedvvel zajlott, mikor éjfél tájban az egyik hólyagból készült lampion kigyulladt. Az égő hólyaglámpát Pinczés Lajos klarinétos, az egyik túlélő és szemtanú vette észre, de a vendégek nem törődtek túlzottan az égő hólyaggal. Máskor is előfordult, hogy a hólyaglámpák némelyike kigyulladt, mert a szél ide-oda himbálta őket.
Egy ott mulatozó huszár, bizonyos Pongó Dániel [Kovács Gusztáv akkori református lelkész szerint viszont Szénás Bálint Porcsalmáról származó huszár, továbbá emlegettek még bizonyos Pataj Ferenc és Bénás Béla nevű férfiakat is], akinél kéznél volt a kardja, le akarta vágni a lampiont, hogy majd a földön tiporják el a tüzet. Pongó azt hitte, hogy a lámpa spárgával van rögzítve a gerendára, azonban a rögzítés drótból volt, így a kardcsapástól az égő hólyag felfelé, a zsúptetőnek csapódott és a száraz szalma nyomban lángra lobbant tőle. Utána már a dekorációnak kirakott gyantás fenyőágak és a papírdíszek is égni kezdtek (korabeli lapok még arról írtak, hogy előbb a díszítésnek használt gallyak gyulladtak ki és csak utána fogott tüzet a szalmatető).

### A tragédia
A villámgyorsan terjedő tüzet nem lehetett semmivel megfékezni, vélhetően víz sem volt kéznél. A szurkos gerendák is olyan szárazak voltak, hogy pillanatok alatt azok is lángra borultak. A tűz elharapódzása olyan gyors és heves volt, hogy a tetőszerkezet lángoló darabjai csakhamar hullani kezdtek a benn tartózkodó emberek fejére, akik jajveszékeléssel és sikolyokkal vegyes pánikba estek. A tumultusban még további hólyaglámpákat és petróleumlámpákat is levertek, amik az amúgy tűzveszélyes helyiségben újabb tüzeket okoztak, s a lángok nagyon hamar szétterjedtek a pajta egészében. Lángra kaptak régi, vászonból szőtt zsákok és a gabona szárításánál használt ponyvák, valamint egyéb foszladozó rongyok is, amiket nem takarítottak el a pajtából.
A tömeg fejvesztett menekülésre fogta és az oldalt levő ajtón próbált először kijutni. A bejárat szűk mérete okán csakhamar torlódás keletkezett. Másutt amúgy sem lehetett kijutni csűrből, hisz az egyik nagykaput a zenekari emelvény, a szemközti nagykaput pedig az előtte felállított, amúgy is nagy súlyú, ráadásul még le is szögezett padozat állta el. Bár ez utóbbi kaput áttörték az emberek (ez állítólag Farkas József kontrásnak sikerült, aki kivételes testi erővel bírt), sokan elestek a leszegelt padozatokban. Szemtanúk szerint a tumultusból egy két méter magas halom keletkezett, ami elállta a kijáratot. Aki ez alá a feltorlódott emberhegy alá szorult, azt nagyrészt agyonnyomták, aki felül maradt, az jó eséllyel élve megégett a tetőről lehulló égő fa- és gerendadaraboktól. Néhány embernek viszont sikerült ezen a halmon felkapaszkodnia a pajta egyik nyílásához, amely úgy három méter magasan volt és ki tudtak ugrani az épületen kívülre. Feljegyezték, hogy a 12 éves Kerezsi Kálmánt háromszor is feldobták az embertorlasz tetejére, amire sikerült a nyíláson át a szabadba kijutnia, így ő azok közé került, akiknek sikerült megmenekülniük a tűzhaláltól.
A kint álló emberek egy része is csak tetézte a bajt, mert a tűz kitörését látva fejükbe vették, hogy behatolnak az épületbe, segítséget nyújtani az életveszélybe került mulatozóknak. Mindezt pont a legkritikusabb percekben tették, amikor a bent lévők épp menekültek volna kifelé a kisajtón és az áttört nagykapun, ezért a bentről menekülők és a mentési céllal kintről befelé igyekvők lényegében összeütköztek egymással. Egyesek úgy próbálhattak menekülni, hogy az előttük lévőkbe kapaszkodtak bele, abban a reményben, hogy azok majd kihúzzák őket az égő pajtából. Csakhogy ezek emberek a bejáratnál kialakult torlódás miatt nem tudtak kijutni, sőt a mögöttük beléjük csimpaszkodó emberek inkább visszahúzták őket egyenest a tűzbe.
A szurok, ami a gerendákon égett, nemcsak a gyorsan égő tüzet táplálta, de mérgező, sötét füstfelhő is kialakult belőle. Rengetegen szenvedtek ezért füstmérgezést, ami sokuk esetében a halálukat okozhatta, mások pedig egyszerűen nem láttak semmit a gomolygó füst miatt; erről számolt be később például Varga György helyi parasztlegény, akit sikerült élve kimenekíteni a fojtogató füstből. Kovács lelkész szerint olyan áldozatai is voltak a tűzvésznek, akik ugyan az épületből még élve jutottak ki, de ruhájuk már javában lángolt, s megégve összeestek a földön. Főleg a fiatal lányok viseltek könnyű szerkezetű, olcsó anyagból készült ruhákat, amik a tűzben nagyon gyúlékonyaknak bizonyultak. Egy Kuritán Pálné nevű helyi asszony égő ruhájával rohant a kissé távolabb fekvő Mácsai tanyáig, ahol aztán holtan rogyott össze. Volt olyan áldozat is, aki lángoló testével egészen a szomszédos Fülpösdarócig (nagyjából 5 km-t) futott és csak ott halt meg. Néhányan a közeli pocsolyákban próbálták eloltani magukat, de az kevésnek bizonyult. Voltak, akik a kutakba vetették magukat. Sok holttestre bukkantak a közeli házak tövében és kertekben. Egy-egy ilyen égő, menekülő ember más épületet, így pajtákat gyújtott fel, s félő volt, hogy akár tűzvész üthet ki Ököritón.
Móricz leírása szerint az emberek egymás lökték, ütötték, szaggatták és taposták, csak hogy kijussanak a lángokból. Az író szerint az addig vidám, kedélyes tömeg a pánik és halálfélelem következtében megvadult állatok csordájává változott. Ezt megerősíti egy túlélő zenész visszaemlékezése is, aki a nádtetőn keresztül mászott ki az égő pajtából, s a beszámolója később a Mátészalka című lapban látott napvilágot. Ebben elbeszélte: visszatekintve még látta, ahogy egyesek szinte marcangolták egymást a menekülés közben.
A tűznek mindössze 20 perc kellett, hogy porig égesse az egész pajtát, amiből másnapra már csak 10-12, korábban a tetőzetet tartó, megszenesedett, füstölgő oszlop maradt.

### Mentési kísérletek
Rengeteg szörnyűségről számoltak be a szemtanúk. Például egy apa, aki a pajtán kívül volt, berohant, és sikerült kimentenie az egyik lányát. Ezután visszament a másik lányáért, de már nem tudott kijönni: mindketten elpusztultak a tűzben. Egy másik illető nyolc embert mentett ki sikerrel, majd a kilencedik mentésekor ott rekedt és meghalt vele együtt. Egy férfi tizenöt embert mentett ki a feltorlódott emberhalomról, amikor a feleségét kereste, aki legalul rekedt. Már majdnem kihúzta az asszonyt a kezénél fogva, amikor az újabb embertömeg őt is maga alá gyűrte és mindketten meghaltak.
A Mátészalka című újság 1910. április 1-ji száma szerint Ficzkó Áron helyi parasztgazda a kocsmában ült, amikor meghallotta, mi történt a pajtánál. Rögvest rohant, hogy feleségét, gyerekeit és sógorasszonyát kimentse. Több embert ő maga is kirántott az égő épületből, de feleségét és annak nővérét a tömeg eltaposta, egy másik falusi lány pedig, akinek az egész teste összeégett, a kezei között halt meg.
Vékony István Ferenc a menyasszonyát és anyját mentette ki az égő pajtából, majd visszarohant, hogy másokon is segítsen, de életét vesztette a lángokban.
A tűzvész hírére azonnal a helyszínre sietett a csendőrség és dr. Képessy László csengeri főszolgabíró két orvossal. További három orvos érkezett Mátészalkáról Péchy László főszolgabíróval, hogy segítsenek a sérülteken. Habár Budapestről is felajánlottak segítséget az ottani kórházakból, de ezt Ilosvay Aladár szatmári alispán elutasította. A megyei főispán, Csaba Adorján pedig addig nem volt hajlandó a helyszínre menni, amíg a halottakat el nem temetik, arra hivatkozva, hogy idegileg nem bírná a vélhetően borzalmas látványt. Ezeket Móricz a tanulmányában külön ki is emelte, mint a felsőbb vezetők és az előkelőség közönyét a köznép iránt.
A sebesültek egy részét az ellátás megkönnyítése végett a közeli Győrtelek és Géberjén településekre vitték. Mivel az orvosi ellátás nem volt ingyenes, sok sérült még napokig nem fordult orvosi segítségért, tekintettel arra, hogy a környéken sokan éltek mélyszegénységben; egészen addig így tettek, amíg tudomásukra nem jutott, hogy ezúttal kivételesen teljesen ingyenes ellátásban részesülhetnek. Sokaknál a későn kapott orvosi segítség utóbb súlyos következményekkel (halállal vagy maradandó egészségkárosodással) járt.
A tüzet nem tudták megfelelően oltani, a falu tűzoltófecskendője elromlott és Kocsordról kellett segítséget kérni az oltáshoz.
Szatmárököritón a tragédia miatt eluralkodott a káosz. Mivel számos szóbeszéd már akkor elterjedt a tűzzel kapcsolatban, így például a szándékos gyújtogatás lehetősége is felmerült, a környékről még többen özönlöttek a községbe, hogy a hozzátartozóikat keressék. A nyugtalanság így a végletekig kiéleződött és heves indulatokat szült. Sokan zavargás kitörésétől tartottak, emiatt az elöljárók fontolgatták, hogy a katonaságtól kérnek segítséget. Végül a csendőrség jelenléte elegendőnek bizonyult a rend helyreállításához.

## Az áldozatok
A tűzben 312 ember halt meg, és 99-en megsérültek. Az elhunytak nagyobbik fele (több mint 200 halott) nő volt, azok többsége is hajadon leány, akik gyengébb fizikai adottságaik révén hátrányba kerültek a lángok közül való menekülés során. Csak a helyi lakos áldozatok közül 68 volt tizenöt évesnél fiatalabb.
A pánik miatti zűrzavarban ugyanis az emberek jóformán csak saját magukra figyeltek, így sokszor egymás rovására próbálták életüket menteni. A mulatságon muzsikáló zenészek jelentős része szintén életét vesztette a tűzben. Pótor Sámuel ököritói bíró, aki a jegyeket szedte az egyetlen nyitva levő bejáratnál, édesanyját és négy gyerekét veszítette el, míg felesége súlyosan megsérült.
Az ügy kivizsgálását célzó nyomozást Gál Ignác csengeri őrmester vezette. A hatóságok az áldozatok pontos számának megállapításánál nemcsak a helyszínen talált földi maradványokat vették figyelembe, hanem sorra járták a házakat is, az után érdeklődve, hogy hiányzik-e valaki a családból – hiszen nem lehetett biztosan tudni, hogy egyes testek nem égtek-e el teljesen a tűzben. A felismerhetetlenségig összeégett állapotban találtak rá a romok között például egy mátészalkai zsidó narancsárus asszony, Róthné Péner Hanna holttestére, aki árusítani érkezett a mulatságba. Az asszony három árvát hagyott maga után, akiknek megsegítésére külön adománygyűjtést hirdettek meg.
Sokan később haltak meg a tűz okozta sérülések vagy füstmérgezés következtében, legtöbben pedig azért, mert későn fordultak orvoshoz. Az utolsó áldozat április 21-én hunyt el az égési sérülései okozta borzalmas szenvedés után. 126 áldozatnak annyira elszenesedett a teste, hogy képtelenség volt őket azonosítani, ezért őket egy tömegsírba helyezték a temetőben, ahová úgy tizenhat-harminc szekéren vitték ki a tetemeiket. Bár a sírba szórtak oltott meszet, de az annyira kevésnek bizonyult, hogy még a földből is áradt az oszló testek szaga, ezért két nap múlva újból megnyitották a sírt, hogy még több meszet engedjenek bele.
Sokan súlyos, vagy kevésbé súlyos sérülésekkel élték túl a tragédiát, amely azonban így is örökre meghagyta rajtuk a külsői nyomait. Rengeteg túlélőben a sokk egész életre szóló lelki traumát eredményezett. Jól mutatja mindezt Farkas Zsigmond nagyecsedi lakos esete is, akinek felesége és egyetlen lánya lelte halálát a tűzben. A férfi idegileg összeroppant, és még aznap felakasztotta magát.
A Mátészalka című újság beszámol ugyanakkor egy csecsemő csodával határos módon történt megmeneküléséről is. Egy asszony a nagy tolongásban elvesztette gyermekét, amikor férje kihúzta onnan. Másnap reggel, amikor az elszenesedett holttesteket szedték össze, az egyik pad alatt élve találtak rá a kisgyermekre.
A tragédiáért a többség Pongó Dánielt tette felelőssé, aki maga is életét vesztette a tűzben. Pongó szüleire, de még a rokonaira is akkora nyomás nehezedett, hogy kénytelenek voltak elköltözni Ököritóról. Kovács Gusztáv szerint borzalmas volt nemcsak a rengeteg, szörnyű kínhalált szenvedett halott, de a hozzátartozók embertelen lelki kínjainak látványa is.
Pongó gondatlanságán túl még nyilvánvaló az a tény, hogy az épület eleve nem volt biztonságos egy ilyen tömegrendezvény számára, amit a korabeli lapok is gyakran felhoztak, egyértelműnek tekintve a rendezvény szervezőinek a felelősségét. A pajta maga is gyúlékony szerkezetű volt, ráadásul más gyúlékony anyagokkal (petróleum, magtársöpredék, szalma, papír, fenyőág, vászon, stb.) volt tele. Már az elsődleges vizsgálatok is megállapították az épület szerkezetének tűzre hajlamos mivoltát és az ülőhelyek szakszerűtlen elrendezését is. Mind a szervezés, mind a kivitelezés során is rengeteg egyéb hanyagságot követtek illetve követhettek el a szervezők, akik alighanem csak a látványra, valamint a rendezvény hírverésére ügyeltek, s nem tettek semmifajta óvintézkedést; ennélfogva bármilyen apró láng könnyen kiválthatott volna hasonló tüzet. Ilyen kiváltó ok lehetett volna akár a dohányzás vagy pedig egy tüzet fogott hólyaglámpa széttaposott pernyéje is.
Az áldozatok hozzátartozói és a túlélők anyagi támogatáshoz jutottak, de ezeket elsődlegesen külföldiek, magánszemélyek vagy vezető beosztású személyek magánfelajánlásából kapták, míg az állam és a vármegye nem segédkezett túlzottan. Móricz kemény bírálatában kiemelte, hogy a főispánok legyintve csak annyit mondtak állítólag a tragédiáról, miszerint Ököritónak csak emlékműre van szüksége és nem segélyekre.

Ököritófülpös címere, benne a tragédiára emlékeztető égő pajtával

## A tragédia emléke
A tragédia hatalmas megdöbbenést keltett Európa valamennyi országában. Prominens külföldi lapok, mint például a francia Le Petit Journal címlapon számoltak be róla, sőt, ez utóbbi a tragédiát külön szemléltető illusztrációkat is közölt, ahogy a szerencsétlen emberek menekülni próbálnak a tűzből. Az amerikai The New York Times is címlapon hozta az esetet már március 29-én, 300 burned to death at ball in Hungary címmel. Az osztrák Neues Wiener Tagblatt szintén együttérzését fejezte ki az áldozatok hozzátartozói felé, és felidézte a császárvárosban 1881 decemberében, a Ringtheaterben történt tűzesetet, ahol szintén százak haltak meg.
II. Vilmos német császár külön részvéttáviratban fejezte ki sajnálatát a magyar kormánynak, hasonlóan jártak el az osztrák, a francia és olasz kormányok, valamint Bécs, Párizs és Berlin városok, illetve néhány német tartomány (mint például Bajorország) vezetői is. Rengetegen, így külföldiek, többek között franciák, akik a Le Petit Journalból értesültek a tűzről, személyesen utaztak el Szatmárba, hogy helyben róják le kegyeletüket az áldozatok előtt.
Bálint István kutatásai szerint a település évekre kísértetfaluvá változott, a lakosság megtizedelődött, rengeteg árva maradt, egész családok pusztultak ki. Volt olyan család, amelyik minden gyermekét elveszítette. A források 69 árván maradt gyerekről tudnak Ököritón. Az áldozatok temetése egy hétig tartott Ököritón és a környék településein is. A faluban öt évig nem soroztak katonát – egészen az első világháborúig –, hat esztendeig esküvőket se tartottak (a falu párjai a szomszédos egyházközségekbe mentek inkább megesküdni), táncos bálokra pedig tíz évig nem került sor a mély nyomot hagyott szörnyű szerencsétlenség kísértő emléke miatt. A tragédia áldozatainak a helyszínen állított a falu emlékművet a világháború után, ahol azóta minden évben megemlékezéseket tartanak. A tömegsírba temetett azonosítatlan áldozatok fölé egyetlen hatalmas sírkövet emeltek.
A leégett pajtát többé nem építették fel, helyén emlékpark és emlékoszlop áll. A tűzvész századik évfordulóján a tömegsír feletti emlékművet kiegészítették a 126 eredetileg azonosíthatatlan áldozat nevével, amiket utólagos kutatással, anyakönyvi feljegyzések alapján derítettek ki.
Ököritófülpös napjainkban címerében is viseli az égő pajta stilizált képét.
A tragédia bizonyos mértékig tanulságos volt az akkori magyar tűzvédelem számára. Klebelsberg Kuno épp az ököritói tragédia okán hozott határozatot, hogy minden nyilvános helyen kifelé nyíló ajtókat kell használni.